# Volta ao Algarve de 1992
A 18.ª edição da Volta ao Algarve teve lugar em 1992.

## Generalidad(e)
A velocidade média desta volta é de ? km h.

## As etapas
| Etapa     | Localidades | Km | Vencedor       | Segundo | Terceiro | Duração         | Velocidade média | Líder da geral |
| 1.ª etapa | ?           | ?  | Paulo Pinto,   | ?       | ?        | ? h ?? min ?? s | ??,??? km h      | Paulo Pinto,   |
| 2.ª etapa | ?           | ?  | Rui Bela,      | ?       | ?        | ? h ?? min ?? s | ??,??? km h      | ?              |
| 3.ª etapa | ?           | ?  | Joaquim Gomes, | ?       | ?        | ? h ?? min ?? s | ??,??? km h      | ?              |
| 4.ª etapa | ?           | ?  | Manuel Abreu,  | ?       | ?        | ? h ?? min ?? s | ??,??? km h      | ?              |
| 5.ª etapa | ?           | ?  | ?              | ?       | ?        | ? h ?? min ?? s | ??,??? km h      | ?              |
| 6.ª etapa | ?           | ?  | Paulo Pinto,   | ?       | ?        | ? h ?? min ?? s | ??,??? km h      | ?              |
| 7.ª etapa | ?           | ?  | Carlos Pinho,  | ?       | ?        | ? h ?? min ?? s | ??,??? km h      | ?              |
| 8.ª etapa | ?           | ?  | Paulo Pinto,   | ?       | ?        | ? h ?? min ?? s | ??,??? km h      | Joaquim Gomes, |

## Classificação geral
| \| 1. Joaquim Gomes, Portugal \| ? h ?? min ?? s \| \| \| \| 2. Manuel Abreu, Portugal \| a ? min ?? s \| \| \| \| 3. Dariusz Bigos, Polónia \| a ? min ?? s \| \| \| \| 4. Cássio Freitas, Brasil \| a ? min ?? s \| \| \| \| 4. Delmino Pereira, Portugal \| a ? min ?? s \| \| \| |                 |  |  |
| 1. Joaquim Gomes, Portugal | ? h ?? min ?? s |  |  |
| 2. Manuel Abreu, Portugal | a ? min ?? s    |  |  |
| 3. Dariusz Bigos, Polónia | a ? min ?? s    |  |  |
| 4. Cássio Freitas, Brasil | a ? min ?? s    |  |  |
| 4. Delmino Pereira, Portugal | a ? min ?? s    |  |  |

## Classificações secundárias
| Classificação por pontos          | Carlos Marta, Portugal       |
| Classificação do melhor escalador | Carlos Pinho, Portugal       |
| Classificação da melhor equipa    | Bom Petisco-Tavira, Portugal |

## Lista das equipas
| Sicasal-Acral   | Tensai-Mundial Confiança | Imporbor-Feirense  |
|                 |                          |                    |
| W52-Quintanilha | Recer/Boavista           | Bom Petisco-Tavira |
|                 |                          |                    |
|                 |                          |                    |